# Rogério Sganzerla
Rogério Sganzerla OMC (Joaçaba, 4 de maio de 1946 — São Paulo, 9 de janeiro de 2004) foi um cineasta, roteirista e produtor brasileiro. Mais conhecido pelo seu papel como representante do cinema marginal, um movimento contracultural brasileiro dos anos 1960 e 1970. Sátira, absurdo, subversão narrativa e colagem foram marcas registradas de sua estética cinematográfica.
É mais lembrado pelo filme O Bandido da Luz Vermelha, de 1968, mas dirigiu várias outras obras, como A Mulher de Todos (1969), Sem Essa, Aranha (1970), Copacabana Mon Amour (1970), Tudo É Brasil (1997) e O Signo do Caos (2003), entre outras.
O diretor teve uma carreira intermitente e a impossibilidade de filmar foi uma marca em sua trajetória, talvez por isso sua admiração pelo projeto boicotado de Orson Welles no Brasil, sobre o qual realizou quatro obras.

## Biografia
Desde cedo, Sganzerla manifestou sua vocação para o cinema. Casou-se com a então atriz (e depois também cineasta) Helena Ignez, viveu para o cinema e fez cinema até os últimos dias de sua vida.
De natureza intelectual, leitor e escritor precoce, formado desde a adolescência na leitura de diversas tradições artísticas e de vanguardas mundiais.
Antes de começar sua produção cinematográfica estudou direito na Universidade Presbiteriana Mackenzie, curso que abandonou para escrever para o jornal O Estado de S. Paulo, sempre sobre cinema. Em 1967 realizou seu primeiro curta-metragem, intitulado Documentário. A partir de O Bandido da Luz Vermelha, seu primeiro longa-metragem rodado em 1968, dá início a uma notória carreira como diretor de cinema, sempre buscando a ruptura da lógica dramática.
Em 1970 fundou a produtora Belair, junto com Júlio Bressane. Com direção de Rogério, a produtora foi responsável pelos filmes Copacabana Mon Amour e Sem essa, Aranha.
Sganzerla utilizava o subdesenvolvimento como elemento de linguagem.
Continuo realizando um cinema subdesenvolvido por condição e vocação, bárbaro e nosso, anticulturalista, buscando aquilo que o povo brasileiro espera de nós desde o tempo da chanchada: fazer do cinema brasileiro o pior do mundo!”— Em Jornal do Brasil, 1970
Morreu em 2004, devido a um tumor no cérebro, pouco tempo após realizar O signo do caos e sem realizar um sonho: refilmar seu clássico O bandido da luz vermelha, com Alexandre Borges no elenco.
Agora seria em cores, menos intelectualizado, mais pop, mais gibi, e com atores globais no elenco. O Alexandre Borges seria perfeito para fazer o bandido— Em: O Globo, 1998
Sganzerla deixou ainda como legado o roteiro para a continuação do filme O Bandido da Luz Vermelha, com o título Luz nas Trevas – A revolta de Luz vermelha. O filme veio a público através da direção de Helena Ignez e Ícaro Martins. No elenco, Ney Matogrosso como o próprio Luz.

## Linguagem
Influenciado diretamente pela cinematografia de Orson Welles e Jean-Luc Godard, com a brasilidade de José Mojica Marins, utiliza com frequência os clichês dos filmes noir e das pornochanchadas. Apresentou sempre um cinema de ruptura, inclusive com os próprios modelos. Sganzerla fez da ironia sua marca registrada, fez do “antifilme” sua referência constante e da câmera na mão sua maior aliada. O sarcasmo, a subversão da narrativa clássica, a mistura de linguagens, as lentes anárquicas e debochadas, a câmera imprevisível e a radicalidade estética são as principais características que fazem do cinema de Rogério Sganzerla inexplicável em poucas palavras.

## Filmografia

### Longas-metragens
| Ano  | Filme                     |
| ---- | ------------------------- |
| 1968 | O Bandido da Luz Vermelha |
| 1969 | A Mulher de Todos         |
| 1970 | Sem Essa, Aranha          |
| 1970 | Copacabana Mon Amour      |
| 1970 | Carnaval na Lama          |
| 1977 | O Abismo                  |
| 1986 | Nem Tudo é Verdade        |
| 2003 | O Signo do Caos           |

### Curtas-metragens
| Ano  | Filme                                |
| ---- | ------------------------------------ |
| 1966 | Documentário                         |
| 1981 | Brasil                               |
| 1992 | Perigo Negro                         |
| 1992 | América: O Grande Acerto de Vespúcio |
| 2001 | B2                                   |

### Documentários
| Ano  | Filme                                                               |
| ---- | ------------------------------------------------------------------- |
| 1969 | Historias em Quadrinhos                                             |
| 1969 | Quadrinhos no Brasil                                                |
| 1971 | Fora do Baralho                                                     |
| 1976 | Viagem e Descrição do Rio Guanabara Por Ocasião da França Antártica |
| 1977 | Mudança de Hendrix                                                  |
| 1981 | Noel por Noel                                                       |
| 1981 | A Cidade de Salvador (Petróleo Jorrou na Bahia)                     |
| 1983 | Irani                                                               |
| 1986 | Ritos Populares.Umbanda no Brasil                                   |
| 1990 | Isto é Noel Rosa                                                    |
| 1990 | Anonimo e Incomum                                                   |
| 1990 | A Linguagem de Orson Welles                                         |
| 1997 | Tudo é Brasil                                                       |
| 2003 | Informação: H.J Koellreutter                                        |